# Янг, Фредди
Фредди Янг (так же Фредерик А. Янг; 9 октября 1902, Лондон, Британская империя — 1 декабря 1998, Лондон, Великобритания) — британский кинооператор, отец-основатель британской операторской школы, офицер ордена Британской империи (OBE), трижды лауреат премии «Оскар».

## Карьера
Родился в Лондоне. Во время Первой Мировой Войны бросил школу и пошёл работать лаборантом на студию Lime Groove. В 1922 году уже работал как ассистент оператора и каскадёр на съёмках фильма «Роб Рой», а в 1928 году снял первый фильм как главный оператор. Снял так же первый в Великобритании звуковой фильм — «Белый груз» 1929 года. Пионер британской цветной киносъёмки, а также системы CinemaScope. Во время Второй Мировой Войны он, вместе с Фредди Френсисом занимался производством пропагандистских фильмов. На съёмках одного из них, «Майор Барбара», Янг познакомился с Дэвидом Лином. В 1949 году Фредди Янг, Гай Грин, Джорж Ган основали BSC — британскую гильдию кинооператоров. В 1950-е работал в Америке, на больших студийных фильмах высшей категории. Однако, в 1959 году ушёл со студии MGM, сосредоточившись на карьере независимого оператора. В 1960 году продюсер Сэм Спигель пригласил Янга стать постановщиком на новой картине Дэвида Лина «Лоуренс Аравийский». Несмотря на возраст (Янгу было к 60) и сложность работы в пустыне, он согласился. Снятый на 65 мм плёнку «Лоуренс Аравийский» (1962) принёс Янгу его первый «Оскар». Два следующих совместных с Дэвидом Лином фильма — «Доктор Живаго» (1965) и «Дочь Райана» (1970) так же принесли Янгу по «Оскару».
Разработал и одним из первых в мире применил технологию дополнительной дозированной засветки киноплёнки для управления её фотографической широтой (в «Деле самоубийцы» Сидни Люмета, 1966, шпионском детективе по роману Джона Ле Карре).
В 1970-м году был посвящён в Кавалеры Ордена Британской Империи. Оператор-постановщик более чем на 130 фильмах, его карьера продолжалась 62 года — последний фильм он снял в 1984 году. В 1970-е написал книгу «Работа оператора», а в 1990-е вышла его автобиография «70 светлых лет». Умер в Лондоне, до последних дней продолжая заниматься живописью. В 2003 году Международная Гильдия Кинооператоров поставила Янга на первое место в десятке самых влиятельных операторов за всю историю кино.

### Личная жизнь
Был женат на Марджори Гаффни, ассистентке Альфреда Хичкока, с 1927 по 1964 год. У них было двое приёмных детей. После её смерти женился на редакторе Джоан Мордач, в этом браке родился сын Дэвид.

## Избранная фильмография
- 1939 — До свиданья, мистер Чипс / Goodbye, Mr. Chips (реж. Сэм Вуд)
- 1945 — Цезарь и Клеопатра / Caesar and Cleopatra (реж. Гэбриел Паскаль)
- 1949 — Заговорщик / Conspirator (реж. Виктор Сэвилл)
- 1950 — Остров сокровищ / Treasure Island (реж. Байрон Хэскин)
- 1952 — Айвенго / Ivanhoe (реж. Ричард Торп)
- 1953 — Могамбо / Mogambo (реж. Джон Форд)
- 1953 — Рыцари Круглого стола / Knigts of the Round Table (реж. Ричард Торп)
- 1956 — Жажда жизни / Lust for Life (реж. Винсент Миннелли)
- 1958 — Постоялый двор шестой степени счастья / The Inn of the Sixth Happiness (реж. Марк Робсон)
- 1959 — Соломон и царица Савская / Solomon And Sheba (реж. Кинг Видор)
- 1961 — Горго / Gorgo (реж. Эжен Лурье)
- 1962 — Лоуренс Аравийский / Lawrence of Arabia (реж. Дэвид Лин)
- 1965 — Доктор Живаго / Doctor Zhivago (реж. Дэвид Лин)
- 1966 — Дело самоубийцы / The Deadly Affair (реж. Сидни Люмет)
- 1967 — Живёшь только дважды / You Only Live Twice (реж. Льюис Гилберт)
- 1969 — Битва за Британию / Battle of Britain (реж. Гай Хэмилтон)
- 1969 — Грешный Дэви / Sinful Davey (реж. Джон Хьюстон)
- 1970 — Дочь Райана / Ryan’s Daughter (реж. Дэвид Лин)
- 1971 — Николай и Александра / Nicholas and Alexandra (реж. Франклин Шеффнер)
- 1974 — Финиковая косточка / The Tamarind Seed (реж. Блейк Эдвардс)
- 1976 — Синяя птица / The Blue Bird (реж. Джордж Кьюкор)
- 1979 — Кровная связь / Bloodline (реж. Теренс Янг)
- 1977 — Человек в железной маске / The Man in the Iron Mask (реж. Майк Ньюэлл)
- 1980 — Грубая огранка / Rough Cut (реж. Дон Сигел)
- 1984 — Легенда о сэре Гавейне и Зелёном рыцаре / Sword Of The Valiant (реж. Стивен Уикс)

## Награды и номинации
Премия «Оскар» за лучшую операторскую работу
- 1953 — «Айвенго» (номинация) за цветной фильм
- 1963 — «Лоуренс Аравийский» (награда) за цветной фильм
- 1966 — «Доктор Живаго» (награда) за цветной фильм
- 1971 — «Дочь Райана» (награда)
- 1972 — «Николай и Александра» (номинация)

Премия «Золотой глобус» за лучшую операторскую работу в цветном фильме
- 1963 — «Лоуренс Аравийский» (награда)

Премия BAFTA
- 1965 — «Седьмой рассвет» (номинация) лучшему британскому оператору (цветной фильм)
- 1966 — «Лорд Джим» (номинация) лучшему британскому оператору (цветной фильм)
- 1968 — «Дело самоубийцы» (номинация) лучшему британскому оператору (цветной фильм)
- 1971 — «Дочь Райана» (номинация) лучшему оператору
- 1972 — Почётная премия BAFTA Academy Fellowship Award (награда)
- 1996 — Специальная премия (награда)